# 馬思思
馬 思思（MA SISI、ま しし、1988年6月26日 - ）は、中華人民共和国出身の柔道選手。階級は78kg超級。

## 人物
2013年にグランプリ・青島78kg超級で2位になって以降、国際大会で本格的な活躍を始めるようになった。2014年のアジア大会では決勝で稲森奈見を有効で破って優勝を飾った。団体戦では初戦で稲森に指導1で敗れるなどしてチームも3位にとどまった。2015年のグランドスラム・チュメニでは決勝で稲森を有効で破って優勝を飾った。世界選手権ではキューバのイダリス・オルティスに敗れて5位にとどまった。
2016年のワールドマスターズでは髪を紫色に染めて出場するも、決勝でオルティスに合技で敗れた。リオデジャネイロオリンピックには国内に世界チャンピオンの于頌がいたため出場できなかった。

## 主な戦績
（階級表記のない大会は全て78kg超級での成績）
- 2007年 - 青島国際　無差別　3位
- 2013年 - グランプリ・青島　2位
- 2013年 - グランドスラム・東京　5位
- 2014年 - ヨーロッパオープン・ローマ　2位
- 2014年 - ヨーロッパオープン・マドリード　優勝
- 2014年 - グランプリ・ハバナ　優勝
- 2014年 - アジアオープン・台北　優勝
- 2014年 - アジア大会　個人戦　優勝　団体戦　3位
- 2015年 - グランプリ・サムスン　3位
- 2015年 - ワールドマスターズ　7位
- 2015年 - グランプリ・ウランバートル　3位
- 2015年 - グランドスラム・チュメニ　優勝
- 2015年 - 世界選手権　5位
- 2015年 - グランプリ・タシュケント　2位
- 2015年 - グランドスラム・アブダビ 優勝
- 2015年 - グランプリ・青島　2位
- 2016年 -　グランドスラム・パリ　2位
- 2016年 -　ヨーロッパオープン・ローマ　2位
- 2016年 - グランプリ・トビリシ　3位
- 2016年 -　ワールドマスターズ　2位
- 2016年 - グランプリ・ブダペスト　2位

(出典、JudoInside.com)。